# Tatranská Javorina
Tatranská Javorina (polonais : Jaworzyna Spiska, allemand : Uhrengarten) est un village de Slovaquie situé dans la région de Prešov.

## Histoire
Première mention écrite du village en 1320.

## Démographie

### Évolution de la population
| Année:               | 1994. | 2004.   | 2014.   | 2024.    |
| -------------------- | ----- | ------- | ------- | -------- |
| Nombre de personnes: | 213   | 232     | 219     | 169      |
| Différence:          |       | +8,92 % | -5,60 % | -22,83 % |

| Année:               | 2023. | 2024.   |
| -------------------- | ----- | ------- |
| Nombre de personnes: | 173   | 169     |
| Différence:          |       | -2,31 % |